# Louis Ernest de Maud’huy

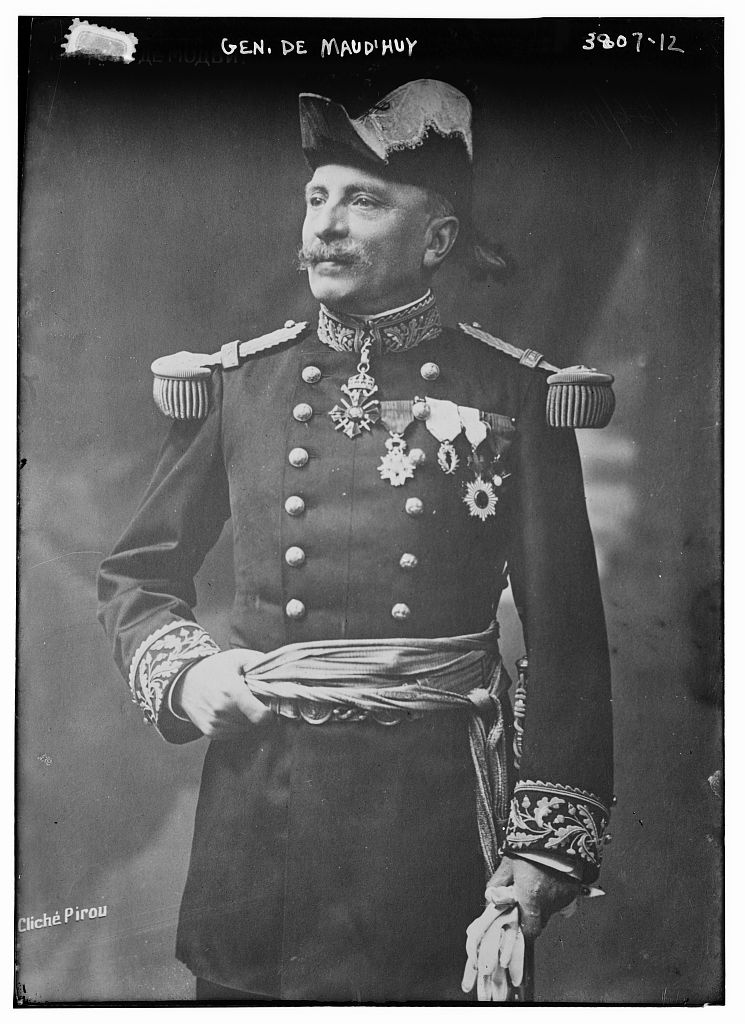
Louis Ernest de Maud’huy (1916)

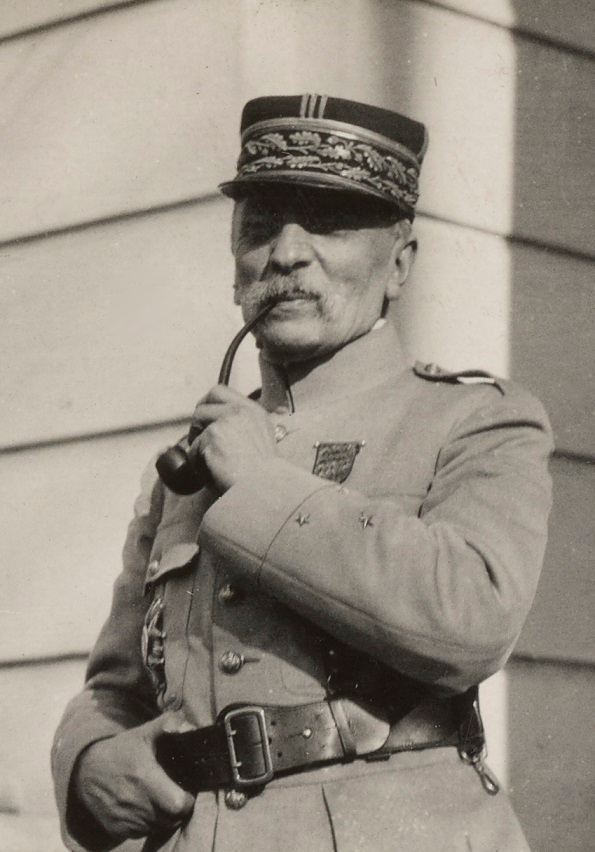
Louis de Maud’huy vor seinem Hauptquartier, Frühjahr 1918

Louis Ernest de Maud’huy (* 17. Februar 1857 in Metz; † 16. Juli 1921 in Paris) war ein französischer General, konservativer Politiker und erster Leiter der französischen Pfadfinderbewegung.

## Leben
Louis Ernest de Maud'huy wurde in Metz geboren, das nach dem deutschen Sieg im Deutsch-Französischen Krieg 1871 zur Hauptstadt des Bezirks Lothringen im Reichsland Elsaß-Lothringen wurde. De Maud’huy wurde zu einem überzeugten französischen Nationalisten, schlug eine militärische Karriere ein und war zunächst von 1910 bis 1912 als Colonel Kommandant des 35e régiment d’infanterie.
Zu Beginn des Ersten Weltkrieges war er Kommandant der 16. Division des 8. Korps in Lothringen. Am 4. September 1914 während der Ersten Schlacht an der Marne übernahm er die Führung des XVIII. Korps, das zusammen mit dem britischen Expeditionskorps in Richtung auf Château-Thierry durchbrach, noch auf dem Schlachtfeld wurde er dafür mit dem Orden der Ehrenlegion ausgezeichnet. Von 3. Oktober 1914 bis 2. April 1915 war er Oberbefehlshaber der 10. Armee im Artois, eingesetzt im Raum zwischen Arras und Bethune.
Am 2. April 1915 erhielt er das Kommando über die neu aufgestellte 7. Armee in den Vogesen, das er bis 3. November desselben Jahres innehatte. Die Ernennung zum Kommandanten des 15. Korps im Raum westlich Verdun am 2. April 1916 bedeutete für de Maud'huy eine Degradierung.
Am 25. Januar 1917 übernahm er die Führung des 11. Korps, mit dem er Ende April in der Schlacht an der Aisne und Ende Oktober 1917 an der Schlacht bei Malmaison (Lauffaux-Ecke) beteiligt war. Während der deutschen Frühjahrsoffensive wurde das 11. Korps Ende Mai 1918 in der Dritten Schlacht an der Aisne zum Rückzug gezwungen, am 2. Juni musste Maud'huy darauf sein militärisches Kommando abgeben.
Aufgrund seiner früheren Verdienste wurde er bei Kriegsende von Marschall Foch zum Militärgouverneur von Metz ernannt.
Bald darauf wurde er als Abgeordneter des rechtskonservativen Bloc national für das Département Moselle in die Nationalversammlung gewählt. Im Juli 1920 wurde er zum ersten Leiter der französischen Pfadfinder ernannt. Er starb 1921 und wurde im Caveau des Gouverneurs der Cathédrale Saint-Louis-des-Invalides in Paris beigesetzt.

## Ehrungen
In Metz wurde an seinem Geburtshaus in der Rue de la Tête d’Or eine Gedenktafel angebracht. Ebenfalls in Metz trägt die Place de Maud’huy seinen Namen. Der Platz wurde im Juni 1871 unter deutscher Herrschaft angelegt und hieß zunächst Königin-Luise-Platz, nach der Mutter des Kaisers Wilhelm II. Zudem trägt die Rue du Général-de-Maud’Huy im 14. Arrondissement von Paris seinen Namen.